# Jan Kuyckx
Jan Kuyckx (Hasselt, 20 mei 1979) is een voormalig Belgisch wielrenner. 

## Loopbaan
Jan werd profwielrenner in 2002 bij Vlaanderen-T-Interim, waar hij volgens de filosofie van die ploeg de kans kreeg om toekomstgericht te werken en te groeien als renner.  Hij behaalde ook enkele mooie overwinningen met ritwinst in de Ronde van Rioja en de Ronde van Oostenrijk. Voorts toonde hij zich vaker in diverse marathonvluchten.
Zijn prestaties bleven niet onopgemerkt en in 2005 maakte hij de overstap naar de ProTour bij Davitamon-Lotto. Voor die ploeg behaalde Kuyckx een overwinning: een etappe in de Ronde van België.
In datzelfde jaar werd Kuyckx betrapt op efedrine tijdens een controle in de Ster Elektrotoer. In december werd Kuyckx vrijgesproken toen hij kon bewijzen dat het om een gewone hoestsiroop ging.

## Belangrijkste overwinningen
1999
- Belgisch kampioen individuele tijdrit op de weg, Beloften

2004
- 1e etappe Ronde van Rioja
- 3e etappe Ronde van Rioja
- 6e etappe Ronde van Oostenrijk

2005
- 4e etappe Ronde van België

2010
- Grote 1-Mei Prijs

## Belangrijkste ereplaatsen
2003
- 2e in Brussel-Ingooigem
- 8e in Memorial Rik Van Steenbergen
- 10e in GP Jef Scherens

2004
- 7e in eindklassement Ronde van Rioja
- 5e in GP Pino Cerami
- 8e in Dwars door Vlaanderen
- 9e in GP Cholet

2005
- 8e GP Pino Cerami

2006
- 2e in Halle-Ingooigem
- 5e in GP Rudy Dhaenens

2008
- 2e in Parijs-Tours

## Resultaten in voornaamste wedstrijden
| Jaar | Ronde van Italië | Ronde van Frankrijk | Ronde van Spanje |
| ---- | ---------------- | ------------------- | ---------------- |
| 2002 |                  |                     |                  |
| 2004 |                  |                     |                  |
| 2006 | 133e             |                     |                  |
| 2007 |                  |                     |                  |
| 2008 |                  |                     |                  |

| Jaar | Ronde van Vlaanderen | Parijs-Roubaix | Parijs-Tours | Parijs-Brussel | Dwars door Vlaanderen |
| ---- | -------------------- | -------------- | ------------ | -------------- | --------------------- |
| 2002 | 63e                  |                |              | 112e           |                       |
| 2004 | 63e                  |                |              |                | 8e                    |
| 2006 |                      |                | 45e          |                |                       |
| 2007 |                      | 91e            | 46e          | 26e            | 76e                   |
| 2008 | 69e                  | 45e            | ↑            | 13e            |                       |